# Konvexní mnohoúhelník

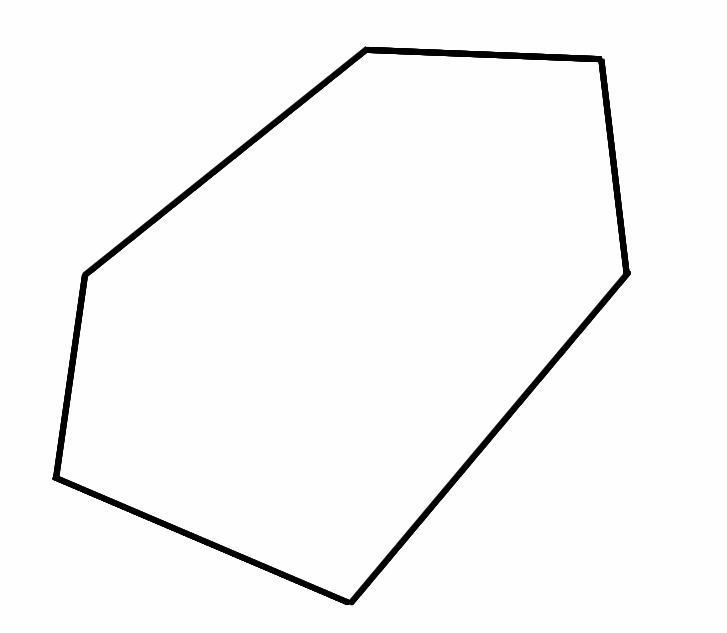
Příklad konvexního mnohoúhelníku

Příklad nekonvexního mnohoúhelníku

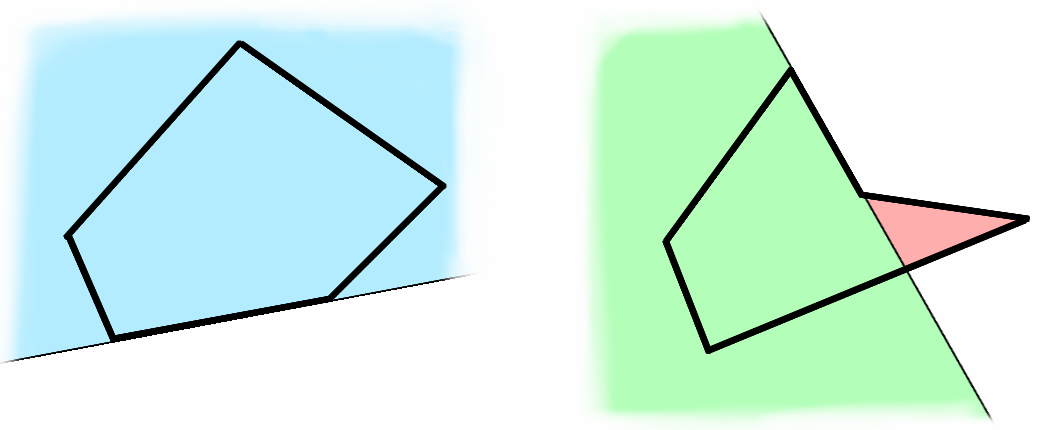
Ke všem stranám konvexního mnohoúhelníku (vlevo) lze přiřadit opěrnou polorovinu, což u nekonvexního (vpravo) nelze.

V geometrii je konvexní mnohoúhelník takový mnohoúhelník, jehož všechny vnitřní úhly jsou konvexní, tedy velikostně menší nebo rovny úhlu přímému (180 stupňů).

## Vlastnosti
- Všechny úsečky, jejichž krajní body leží uvnitř konvexního mnohoúhelníku, mají s tímto mnohoúhelníkem všechny své body společné.
- Každá polorovina, v níž konvexní mnohoúhelník leží, a jejíž hraniční přímka má s mnohoúhelníkem společnou právě jednu jeho stranu, se nazývá opěrná. Konvexní mnohoúhelník je průnikem všech svých opěrných polorovin.
- Vnitřní úhel konvexního mnohoúhelníku je průnikem opěrných polorovin příslušných dvěma sousedním stranám. Součet velikostí vnitřních úhlů n-úhelníku je roven „ {\displaystyle \left(n-2\right)\times 180^{\circ }} “.
- Úsečka spojující dva nesousední vrcholy se nazývá úhlopříčka. Počet úhlopříček konvexního mnohoúhelníku je právě „ {\displaystyle {\frac {n\cdot (n-3)}{2}}} “.
- Mnohoúhelník, jemuž lze opsat kružnici, je konvexní, a nazývá se tětivový. Pokud mu lze kružnici vepsat, nazývá se tečnový.